# Adromischus inamoenus
Adromischus inamoenus és una espècie de planta suculenta del gènere Adromischus, que pertany a la família Crassulaceae.

## Taxonomia
Adromischus inamoenus Toelken va ser descrita per, Hellmut Richard Toelken i publicada a Bothalia 12: 388 (1978).